# زاوية مجاورة

الزوايتان A وB في الشكل هما زوايتان متجاورتان.

تعرف الزوايتان المتجاورتان في الهندسة الرياضية على أنهما زاويتان لهما شعاع مشترك خارج من رأس الزاوية، ويقع بين شعاعين آخرين يخرجان من ذات الرأس.

## الزوايا المتجاورة المتكاملة
تكون الزاويتان متكاملتان في حال كان مجموع قياسهما 180 درجة. وإذا كانت الزاويتان المتكاملتان متجاورتان (يشتركان بنقطة وضلع ولكن لا يتقطعان بأي نقطة داخلية) فإن ضلعيهما غير المشتركان سيشكلان خطاً مستقيماً.

## الزوايا المتجاورة المتتامة
تكون الزاويتان متتامتان في حال كان مجموع قياسهما 90 درجة. وإذا كانت الزاويتان المتتامتان متجاورتان (يشتركان بنقطة وضلع ولكن لا يتقطعان بأي نقطة داخلية) فإن ضلعيهما غير المشتركان سيشكلان زاوية قائمة.